# Orri Páll Dýrason
Orri Páll Dýrason, född 4 juli 1977, är en isländsk batterist och sedan 1999 medlem av musikgruppen Sigur Rós. Han anslöt till gruppen strax efter inspelningen av albumet Ágætis byrjun då den tidigare batteristen, Ágúst Ævar Gunnarsson, lämnat gruppen. Orri Páll Dýrason har en dotter från tidigare äktenskap.